# César-díjak 1982
A 7. César-gálát 1982. február 27-én rendezték meg a párizsi Pleyer előadóteremben, Orson Welles amerikai színész, rendező tiszteletbeli elnökletével. 
Két film kapott 4-4 elismerést: Jean-Jacques Beineix Díva  című thrillerje és Claude Miller Őrizetbevétel című krimije. A két legrangosabb Césart (legjobb film, legjobb rendező) azonban A tűz háborúja, Jean-Jacques Annaudnak az emberiség őskorában játszódó kalandfilmje vitte el. A legjobb külföldi film díját David Lynch Az elefántember című filmdrámája kapta.
Tiszteletbeli Césart kapott Georges Dancigers észt, és Alexandre Mnouchkine orosz származású francia filmproducer, Jean Nény hangmérnök, valamint életművéért Andrzej Wajda lengyel filmrendező. A rendezvényen megemlékeztek az előző gála óta elhunyt René Clair író, rendezőről, a francia filmművészet kimagasló alakjáról.
Ez évben osztották ki először a legjobb elsőfilmnek járó César-díjat, César-díj a legjobb elsőműnek elnevezéssel.

## Díjazottak
| Díjak                                      | Díjazottak és jelöltek |
| ------------------------------------------ | --- |

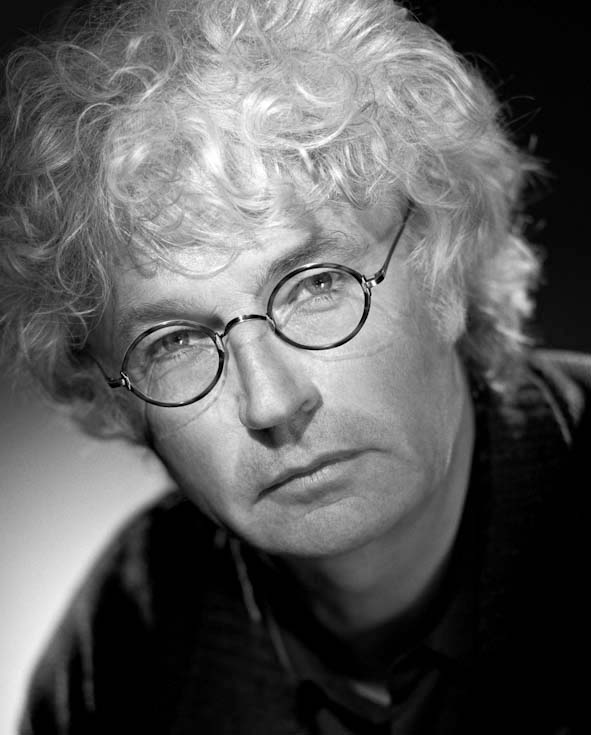
Jean-Jacques Annaud, a legjobb film legjobb rendezője

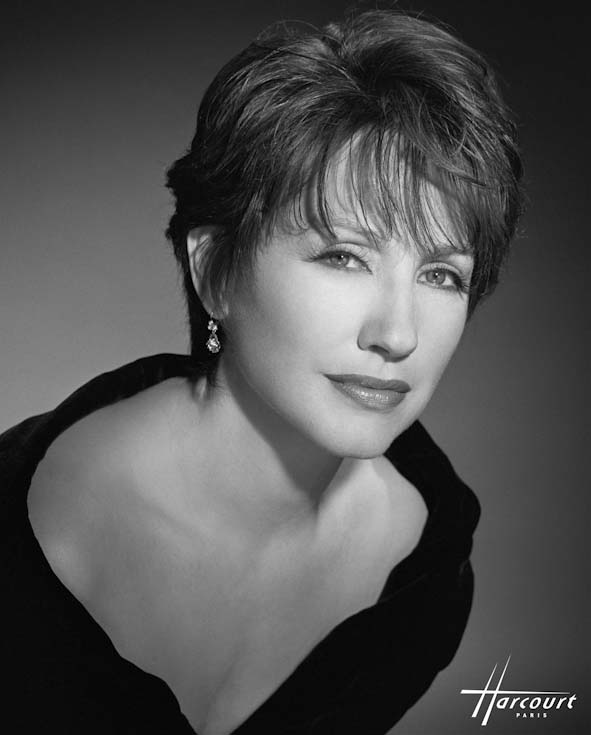
Nathalie Baye, a legjobb mellékszereplő színésznő

| legjobb film                               | - A tűz háborúja (La guerre du feu), rendezte: Jean-Jacques Annaud - Nagytakarítás (Coup de torchon), rendezte: Bertrand Tavernier - Őrizetbevétel (Garde à vue), rendezte: Claude Miller - Egyesek és mások (Les Uns et les Autres), rendezte: Claude Lelouch                                                  |
| legjobb rendező                            | - Jean-Jacques Annaud – A tűz háborúja (La guerre du feu) - Claude Miller – Őrizetbevétel (Garde à vue) - Pierre Granier-Deferre – Női ügyek (Une étrange affaire) - Bertrand Tavernier – Nagytakarítás (Coup de torchon)                                                                                       |
| legjobb színésznő                          | - Isabelle Adjani – Megszállottság (Possession) - Fanny Ardant – Szomszéd szeretők (La femme d'à côté) - Catherine Deneuve – Hotel Amerika (Hôtel des Amériques) - Isabelle Huppert – Nagytakarítás (Coup de torchon)                                                                                           |
| legjobb színész                            | - Michel Serrault – Őrizetbevétel (Garde à vue) - Patrick Dewaere – Mostohaapa (Beau-père) - Philippe Noiret – Nagytakarítás (Coup de torchon) - Michel Piccoli – Női ügyek (Une étrange affaire) |
| legjobb mellékszereplő színésznő           | - Nathalie Baye – Női ügyek (Une étrange affaire) - Stéphane Audran – Nagytakarítás (Coup de torchon) - Sabine Haudepin – Hotel Amerika (Hôtel des Amériques) - Veronique Silver – Szomszéd szeretők (La femme d'à côté)                                                                                        |
| legjobb mellékszereplő színész             | - 'Guy Marchand – Őrizetbevétel (Garde à vue) - Jean-Pierre Marielle – Nagytakarítás (Coup de torchon) - Eddy Mitchell – Nagytakarítás (Coup de torchon) - Gérard Lanvin – Női ügyek (Une étrange affaire) |
| legjobb operatőr                           | - Philippe Rousselot – Díva (Diva) - Claude Agostini – A tűz háborúja (La guerre du feu) - Bruno Nuytten – Őrizetbevétel (Garde à vue) - Jean Penzer – Malevil |
| legjobb vágás                              | - Albert Jurgenson – Őrizetbevétel (Garde à vue) - Hugues Darmois és Sophie Bhaud – Egyesek és mások (Les Uns et les Autres) - Henri Lanoë – Malevil - Armand Psenny – Nagytakarítás (Coup de torchon) |
| legjobb eredeti vagy adaptált forgatókönyv | - Jean Herman, Michel Audiard és Claude Miller – Őrizetbevétel (Garde à vue) - Jean Aurenche és Bertrand Tavernier – Nagytakarítás (Coup de torchon) - Gérard Brach – A tűz háborúja (La guerre du feu) - Christopher Frank, Pierre Granier-Deferre és Jean-Marc Roberts – Női ügyek (Une étrange affaire)      |
| legjobb filmzene                           | - Vladimir Cosma – Díva (Diva) - Michel Legrand és Francis Lai – Egyesek és mások (Les Uns et les Autres) - Philippe Sarde – A tűz háborúja (La guerre du feu) - Ennio Morricone – A profi (Le professionnel)                                                                                                   |
| legjobb hang                               | - Jean-Pierre Ruh – Díva (Diva) - Paul Lainé – Őrizetbevétel (Garde à vue) - Harald Maury – Egyesek és mások (Les Uns et les Autres) - Pierre Gamet – Malevil |
| legjobb díszlet                            | - Max Douy – Malevil - Hilton McConnico – Díva (Diva) - Brian Morris – A tűz háborúja (La guerre du feu) - Alexandre Trauner – Nagytakarítás (Coup de torchon) |
| legjobb elsőmű                             | - Díva (Diva), rendezte: Jean-Jacques Beineix - A barátság veszélyei (Une affaire d'hommes), rendezte: Nicolas Ribowski - Le jardinier, rendezte: Jean-Pierre Sentier - Neige, rendezte: Jean-Henri Roger és Juliet Berto                                                                                       |
| legjobb animációs rövidfilm                | - La tendresse du maudit, rendezte: Jean-Manuel Costa - L'échelle, rendezte: Alain Ughetto - Trois thèmes, rendezte: Alexis Alexeieff |
| legjobb fikciós rövidfilm                  | - Alix fényképei (Les photos d'Alix), rendezte: Jean Eustache - Cher Alexandre, rendezte: Anne Lemonier - Le concept subtil, rendezte: Gérard Krawczyk - Le rat noir d'Amérique, rendezte: Jérôme Enrico |
| legjobb dokumentum rövidfilm               | - Reporters, rendezte: Patrick Deniau - Ci-gisent, rendezte: Valérie Moncorge - Solange Giraud née Tache, rendezte: Simone Bitton |
| legjobb külföldi film                      | - Az elefántember (The Elephant Man), rendezte: David Lynch ( USA) - A hamisítvány (Die Fälschung), rendezte: Volker Schlöndorff ( FRG, FRA) - A vasember (Czlowiek z zelaza), rendezte: Andrzej Wajda ( POL) - Az elveszett frigyláda fosztogatói (Raiders of the Lost Ark), rendezte: Steven Spielberg ( USA) |
| tiszteletbeli César                        | - Georges Dancigers - Alexandre Mnouchkine - Jean Nény - Andrzej Wajda |

## Többszörös jelölések és elismerések
A statisztikában a különdíjak nem lettek figyelembe véve.
| Jelölés | Díj | Magyar cím        | Eredeti cím           |
| ------- | --- | ----------------- | --------------------- |
| 10      | 0   | Nagytakarítás     | Coup de torchon       |
| 8       | 4   | Őrizetbevétel     | Garde à vue           |
| 6       | 2   | A tűz háborúja    | La guerre du feu      |
| 5       | 4   | Díva              | Diva                  |
| 5       | 1   | Női ügyek         | Une étrange affair    |
| 4       | 1   | Malevil           | Malevil               |
| 4       | 0   | Egyesek és mások  | Les Uns et les Autres |
| 2       | 0   | Szomszéd szeretők | La femme d'à côté     |
| 2       | 0   | Hotel Amerika     | Hôtel des Amériques   |